# Tjaša Rutar
Tjaša Rutar, nekdanja slovenska kolesarka, * 10. december 1984, Postojna.
Nastopila je na Svetovnem prvenstvu v cestnem kolesarstvu 2011 in na Svetovno prvenstvo v cestnem kolesarstvu 2012.